# Edivaldo Dondossola
Edivaldo Dondossola (Criciúma, 7 de novembro de 1985) é um jornalista brasileiro.

## Biografia
Iniciou a carreira profissional em julho de 2006, aos 20 anos de idade, como repórter freelancer da RBS TV Criciúma. Em setembro do mesmo ano foi contratado pela Unisul TV, de Tubarão, canal afiliado à TV Cultura. Na emissora exerceu os cargos de repórter e editor do telejornal Câmera Aberta. Com frequência acumulava também as funções de apresentador e editor-chefe das edições, substituindo os titulares. Chegou a apresentar ainda os programas “Unisul Repórter”, “Grandes Temas” e “Estação Saúde”.
Permaneceu na emissora até novembro de 2009, quando foi contratado pela TV Barriga Verde, a afiliada da Rede Bandeirantes. Com o convite, o jornalista mudou-se novamente para Criciúma, onde ajudou a implantar o setor de jornalismo na então recém-inaugurada sucursal da TV na cidade. 
Rapidamente, ganhou destaque nos telejornais da emissora exibidos para todo o estado. Emplacou reportagens também nos jornais de rede da Rede Bandeirantes e nos noticiários do canal pago BandNews TV. 
Ficou na TVBV por apenas três meses. Já em março de 2010 assinou contrato com a RIC TV, afiliada da Rede Record em Santa Catarina, onde permaneceu por mais de dois anos. 
Em junho de 2012, recebeu convite para trabalhar na RBS TV e mudou-se para Florianópolis, trabalhando para todos os telejornais da emissora e também prestando serviço ao núcleo Globo. 
Em janeiro de 2013, foi credenciado pela Central Globo de Jornalismo para atuar como repórter do "Jornal Nacional". Durante 5 anos, foi um dos repórteres de rede da emissora em Santa Catarina, ao lado de Kíria Meurer e Ricardo Von Dorff.
Entre abril e maio de 2016, produziu reportagens para os jornais da TV Globo, em São Paulo.
Desde dezembro de 2017, atua como repórter da TV Globo Rio.

## Prêmios
- Prêmio ACIC de Jornalismo 2010[1]